# 랑슝
랑슝(중국어: 郎雄, 병음: Láng Xióng, 한자음: 낭웅, 1930년 1월 1일 ~ 2002년 5월 2일)은 중국 태생의 타이완 배우이다. 본명은 랑이싼(郎益三). 장쑤성 쑤첸 시 출신으로, 주로 리안 감독의 영화에 출연했다. 대표적으로 《음식남녀》(1991), 《와호장룡》(2000)이 있다.

## 출연 작품
- 쿵푸선생 - 주 사부 역
- 결혼 피로연 - 아버지 역
- 음식남녀 - 주 사부 역
- 연인의 연인
- 조손정
- 오늘 밤 아무도 집에 돌아오지 않는다
- 아편 전쟁(영어판)
- 흑금
- 불야성
- 음식남녀 2
- 흑금제국
- 와호장룡
- 더블 비전
- 더 터치